# Lasker – Bauer, Amsterdam 1889

Animatie van de partij (Lasker met wit; Bauer met zwart)

De schaakpartij tussen Emanuel Lasker en Johann Hermann Bauer, gespeeld tijdens het Internationale Schaaktoernooi in Amsterdam van 1889, is een  beroemde schaakpartij. Lasker offert zijn beide lopers om de pionnendekking rond de koning van zijn tegenstander te elimineren, waarmee hij materiaal en uiteindelijk de partij won.
Hetzelfde offerpatroon werd herhaald in een aantal latere partijen, waaronder Nimzowitsch – Tarrasch (Sint-Petersburg 1914); Miles – Browne (Luzern 1982); en Polgar – Karpov tijdens het Essent-toernooi 2003.
Een soortgelijk offer vond eerder ook plaats in Burn – Owen, 1884, maar toen was het offer van John Owen niet correct en verloor hij de partij. 
De partij tegen Bauer werd gespeeld aan het begin van Laskers carrière in de eerste ronde van het internationale schaaktoernooi in Amsterdam van 1889, Laskers eerste toernooi op het hoogste niveau. Lasker eindigde als tweede met een score van 6 uit 8, één punt achter de winnaar Amos Burn maar voor onder andere James Mason en Isidor Gunsberg. Bauer eindigde als zesde van de negen deelnemers met een score van 3½ uit 8.

## De partij
Opening: Birdopening ( ECO A03)
1. f4 d5 2. e3 Pf6 3. b3 e6 4. Bb2 Le7 5. Bd3 b6 6. Pc3 Lb7 7. Pf3 Pbd7 8. 0-0 0-0 9. Pe2 c5 10. Pg3 Dc7 11. Pe5 Pxe5 12. Lxe5 Dc6 13. Qe2 a6?? 14. Nh5 Nxh5 (diagram)
13... a6 is een fatale fout. 13... g6 zou Zwart daarentegen in evenwicht brengen. Door deze blunder krijgt Lasker de mogelijkheid tot zijn dubbele loperoffer, waarmee hij uiteindelijk materiaal wint en de partij naar zijn hand zet.
15. Bxh7+ Kxh7 16. Dxh5+ Kg8 17. Bxg7 Kxg7
Het weigeren van het tweede loperoffer redt Zwart niet: 17... f5 verliest van 18. Le5 Tf6 19. Tf3 met Tg3 als volgende zet, en 17... f6 verliest van 18. Bh6.
18. Dg4+ Kh7 19. Rf3
Zwart moet zijn dame opgeven om mat te voorkomen.
19... e5 20. Rh3+ Dh6 21. Txh6+ Kxh6 22. Dd7
Zonder deze zet, waarbij de twee lopers worden gevorkt, zou Zwart voldoende compensatie hebben gehad voor zijn dame, maar nu verkrijgt Lasker een doorslaggevend materieelvoordeel.
22... Lf6 23. Dxb7 Kg7 24. Tf1 Rab8 25. Dd7 Tfd8 26. Dg4+ Kf8 27. fxe5 Bg7 28. e6 Tb7 29. Dg6 f6 30. Txf6+ Lxf6 31. Dxf6+ Ke8 32. Dh8+ Ke7 33. Dg7+ Kxe6 34. Dxb7 Td6 35. Dxa6 d4 36. exd4 cxd4 37. h4 d3 38. Dxd3 1–0
Zwart gaf op.
| 8 |              |    |    |    |    |   |    |    |
| 7 |              |    |    |    |    |   |    |    |
| 6 |              | pd |    | rd | kd |   |    |    |
| 5 |              |    |    |    |    |   |    |    |
| 4 |              |    |    |    |    |   |    | pl |
| 3 |              | pl |    | ql |    |   |    |    |
| 2 | pl           |    | pl | pl |    |   | pl |    |
| 1 |              |    |    |    |    |   | kl |    |
|   | a            | b  | c  | d  | e  | f | g  | h  |
|   | Eindstelling |    |    |    |    |   |    |    |